# Kadahura
Kadahura är ett vattendrag i Burundi.   Det ligger i provinsen Makamba, i den södra delen av landet, 110 kilometer sydost om huvudstaden Bujumbura.
Omgivningarna runt Kadahura är en mosaik av jordbruksmark och naturlig växtlighet. Runt Kadahura är det ganska tätbefolkat, med 179 invånare per kvadratkilometer.